# Hagu Selatan
Hagu Selatan is een bestuurslaag in het regentschap Lhokseumawe van de provincie Atjeh, Indonesië. Hagu Selatan telt 4743 inwoners (volkstelling 2010).